# Kosta Perović
Kosta Perović (cyr. Коста Перовић; ur. 19 lutego 1985 w Osijeku) – serbski koszykarz, reprezentant kraju, występujący na pozycji środkowego, wicemistrz Europy z 2009.

## Życiorys
Perović urodził się w Osijeku w Chorwacji (wówczas Socjalistyczna Republika Chorwacji). Od młodości grał w rodzinnym mieście w klubie koszykarskim. Pierwszy profesjonalny kontrakt podpisał z zespołem KK Beopetrol. Po dwóch sezonach przeniósł się do stolicy Serbii, Belgradu, gdzie podpisał kontrakt z miejscowym Partizanem, w którym grał kolejne 6 lat. Zgłaszając się do draftu ligi NBA, wyjechał za ocean, opuszczając zespół ze stolicy Serbii.

## Liga NBA
3 sierpnia 2007 został wybrany z 38 numerem II rundy draftu przez zespół Golden State Warriors. Z tymże zespołem podpisał kontrakt opiewający na kwotę 3,5 miliona dolarów. Krótko potem został oddany do ligi NBA Development League, dołączając do Bakersfield Jam, bez rozegranego spotkania w NBA. Po kilku miesiącach wrócił do zespołu Warriors, rozgrywając z nim kilka spotkań. Tylko jeden raz zagrał w wyjściowym składzie drużyny przeciwko Milwaukee Bucks, w którym to meczu zdobył 4 punkty. Ostatecznie z niezbyt bogatym dorobkiem w NBA rozwiązał kontrakt i wrócił do Europy.

## Dalsza kariera
Po powrocie ze Stanów Perović podpisał trzyletni kontrakt z ekipą Valencii BC. Kontrakt opiewał na kwotę 3 300 000 €. Wówczas został powołany do reprezentacji narodowej, razem z którą wystąpił na EuroBaskecie w 2009 oraz na Mistrzostwach Świata w Turcji. W 2010 podpisał kontrakt z obrońcą trofeum Euroligi, FC Barceloną.

## Osiągnięcia
Na podstawie, o ile nie zaznaczono inaczej.

### Drużynowe
- Mistrz:
  - Eurocup (2010)
  - Ligi Adriatyckiej (2007)
  - Hiszpanii (2011, 2012)
  - Serbii (2007)
  - Serbii i Czarnogóry (2003–2006)
- Wicemistrz Ligi Adriatyckiej (2005, 2006)
- Brąz Euroligi (2012)
- Zdobywca:
  - pucharu Hiszpanii (2011)
  - superpucharu Hiszpanii (2010, 2011)
- Finalista pucharu Hiszpanii (2012)

### Reprezentacja
Seniorska
- Wicemistrz Europy (2009)
- Uczestnik mistrzostw:
  - Europy (2003 – 6. miejsce, 2011 – 8. miejsce)
  - świata (2006 – 11. miejsce, 2010 – 4. miejsce)
  - turnieju:
    - FIBA Diamond Ball (2008 – 5. miejsce)
    - London Invitational Tournament (2011 – 4. miejsce)

Młodzieżowe
- Mistrz Europy U–16 (2001)
- Uczestnik:
  - mistrzostw Europy U–20 (2004 – 5. miejsce)
  - kwalifikacji do mistrzostw Europy U–18 (2002)